# 安曼國際體育場
安曼國際體育場（阿拉伯语：ستاد عمان الدولي），是一座位於約旦安曼的體育場。它為約旦最大的體育場，可容納25000人。曾舉辦過2007年亞洲田徑錦標賽和2007年西亞足球錦標賽。
| 前任： 阿薩迪體育場 德黑蘭 | 西亞足球錦標賽 決賽場館 2007 | 繼任： 阿薩迪體育場 德黑蘭       |
| 前任： 仁川文鶴競技場 仁川 | 亞洲田徑錦標賽 場館 2007     | 繼任： 廣東奧林匹克體育中心 廣東 |